# Poltergeist (film)
Poltergeist är en amerikansk övernaturlig skräckfilm från 1982, i regi av Tobe Hooper. I huvudrollerna ses JoBeth Williams, Craig T. Nelson, Heather O'Rourke och Beatrice Straight. På Oscarsgalan 1983 nominerades filmen för Bästa originalmusik, Bästa ljudredigering och Bästa specialeffekter, men förlorade alla sina nomineringar till E.T. the Extra-Terrestrial.

## Handling
Familjen Freeling är en vanlig amerikansk familj, med skillnaden att de bor i ett hemsökt hus i den lilla förorten Cuesta Verde. Till en början märker familjen endast att saker, till exempel stolar, förflyttar sig, men det blir snabbt värre. De oinbjudna gästerna visar ett särskilt intresse för Carol Anne, familjens yngsta dotter.
När Carol Anne vaknar mitt i natten, står TV:n på och blinkar. Hon går fram till den och då kommer en hand av dimma ut genom den och flyger in i väggen så hela rummet skakar. Nästa natt ligger barnen och lyssnar på åskan. Plötsligt sträcker sig trädet utanför fönstret in och tar tag i Robbie, sonen i familjen. Familjen springer ut och hinner rädda honom i sista stund, innan han blir uppslukad av trädet. Medan de räddar honom sitter Carol Anne kvar inne i rummet, och garderoben öppnar sig och börjar suga i sig allt – även Carol Anne. Carol Anne försvinner in i garderoben och är därmed borta. Senare hör Robbie och mamman Diane hennes röst från TV:n.

## Rollista i urval
| JoBeth Williams   | – Diane Freeling      |
| Craig T. Nelson   | – Steve Freeling      |
| Beatrice Straight | – Dr. Martha Lesh     |
| Dominique Dunne   | – Dana Freeling       |
| Oliver Robins     | – Robbie Freeling     |
| Heather O'Rourke  | – Carol Anne Freeling |
| Zelda Rubinstein  | – Tangina Barrons     |
| Richard Lawson    | – Dr. Ryan Mitchell   |
| Martin Casella    | – Dr. Marty Casey     |
| James Karen       | – Mr. Teague          |
| Michael McManus   | – Ben Tuthill         |
| Virginia Kiser    | – Mrs. Tuthill        |